# امل برابا
امل برابا (انگلیسی: Amelle Berrabah؛ زادهٔ ۲۲ آوریل ۱۹۸۴) یک خواننده اهل بریتانیا است. وی از سال ۲۰۰۳ میلادی تاکنون مشغول فعالیت بوده‌است.
وی از سال ۲۰۰۵ عضو گروه شوگابیبز شده است.